# Stephen Huss
Stephen Huss (Bendigo, 10 december 1975) is een voormalig professioneel tennisspeler uit Australië, maar hij heeft ook de Zweedse nationaliteit. Samen met Wesley Moodie won hij als kwalificant het herendubbelspeltoernooi van Wimbledon in 2005.
Eerder won hij in 2002 het toernooi van Casablanca, samen met de Zuid-Afrikaan Myles Wakefield. In 2008 en 2010 won hij nog respectievelijk de dubbelspeltoernooien van Peking en Montpellier, beide met de Brit Ross Hutchins aan zijn zijde.
Daarnaast stond hij ook acht keer in de finale van een ATP-toernooi, waaronder één Masters 1000-toernooi in Miami in 2009 samen met Australiër Ashley Fisher.
Hij had vooral succes in de challengertoernooien; daar won hij er zeventien van.

## Palmares

### Dubbelspel
| Nr.                                       | Datum             | Toernooi         | Ondergrond    | Partner          | Tegenstanders in finale              | Score                    | Details |
| ----------------------------------------- | ----------------- | ---------------- | ------------- | ---------------- | ------------------------------------ | ------------------------ | ------- |
| Gewonnen finales heren dubbel             |                   |                  |               |                  |                                      |                          |         |
| 1.                                        | 14 april 2002     | ATP Casablanca   | Gravel        | Myles Wakefield  | Martín García Luis Lobo              | 6-4, 6-2                 | Details |
| 2.                                        | 3 juli 2005       | Wimbledon        | Gras          | Wesley Moodie    | Bob Bryan Mike Bryan                 | 7-6(4), 6-3, 6-7(2), 6-3 | Details |
| 3.                                        | 28 september 2008 | ATP Peking       | Gravel        | Ross Hutchins    | Ashley Fisher Bobby Reynolds         | 7-5, 6-4                 | Details |
| 4.                                        | 31 oktober 2010   | ATP Montpellier  | Hardcourt (i) | Ross Hutchins    | Marc López Eduardo Schwank           | 6-2, 4-6, [10-7]         | Details |
| Verloren finales heren dubbel             |                   |                  |               |                  |                                      |                          |         |
| 1.                                        | 30 oktober 2005   | ATP Bazel        | Tapijt (i)    | Wesley Moodie    | Agustín Calleri Fernando González    | 5-7, 5-7                 | Details |
| 2.                                        | 4 februari 2007   | ATP Delray Beach | Hardcourt     | James Auckland   | Hugo Armando Xavier Malisse          | 3-6, 7-6(4), [5-10]      | Details |
| 3.                                        | 7 oktober 2007    | ATP Tokio        | Hardcourt     | Frank Dancevic   | Jordan Kerr Robert Lindstedt         | 4-6, 4-6                 | Details |
| 4.                                        | 12 oktober 2008   | ATP Moskou       | Hardcourt (i) | Ross Hutchins    | Serhij Stachovsky Potito Starace     | 6-7(4), 6-2, [6-10]      | Details |
| 5.                                        | 26 oktober 2008   | ATP Lyon         | Tapijt (i)    | Ross Hutchins    | Michaël Llodra Andy Ram              | 3-6, 7-5, [8-10]         | Details |
| 6.                                        | 5 april 2009      | ATP Miami        | Hardcourt     | Ashley Fisher    | Maks Mirni Andy Ram                  | 7-6(4), 2-6, [7-10]      | Details |
| 7.                                        | 11 april 2010     | ATP Houston      | Gravel        | Wesley Moodie    | Bob Bryan Mike Bryan                 | 3-6, 5-7                 | Details |
| 8.                                        | 15 januari 2011   | ATP Auckland     | Hardcourt     | Johan Brunström  | Marcel Granollers Tommy Robredo      | 4-6, 6-7(6)              | Details |
| Gewonnen finales heren dubbel challengers |                   |                  |               |                  |                                      |                          |         |
| 1.                                        | 18 maart 2001     | Perth            | Hardcourt     | Lee Pearson      | Jordan Kerr Grant Silcock            | 6-3, 4-6, 7-6(1)         |         |
| 2.                                        | 29 juli 2001      | Tampere          | Gravel        | Lee Pearson      | Tuomas Ketola Jarkko Nieminen        | 7-5, 6-7(5), 6-4         |         |
| 3.                                        | 3 februari 2002   | Brest            | Hardcourt (i) | Ben Ellwood      | Jonathan Erlich Andy Ram             | 6-1, 6-4                 |         |
| 4.                                        | 10 februari 2002  | Wroclaw          | Gravel        | Ben Ellwood      | Aleksandar Kitinov Johan Landsberg   | 6-7(3), 7-5, 7-6(6)      |         |
| 5.                                        | 3 november 2002   | Nottingham       | Gravel        | Ashley Fisher    | Scott Humphries Mark Merklein        | 6-3, 7-6(5)              |         |
| 6.                                        | 4 mei 2003        | Aix-en-Provence  | Gravel        | Myles Wakefield  | Todd Perry Thomas Shimada            | 6-1, 7-5                 |         |
| 7.                                        | 18 mei 2003       | Košice           | Gravel        | Myles Wakefield  | Alex Lopez Moron Andres Schneiter    | 6-4, 6-3                 |         |
| 8.                                        | 9 november 2003   | Eckental         | Gravel        | Robert Lindstedt | Lars Burgsmüller Andreas Tattermusch | walk-over                |         |
| 9.                                        | 11 januari 2004   | Nieuw-Caledonië  | Hardcourt     | Ashley Fisher    | Luke Bourgeois Vince Mellino         | 3-6, 6-4, 6-4            |         |
| 10.                                       | 9 januari 2005    | Nouméa           | Hardcourt     | Wesley Moodie    | Jérôme Golmard Harel Levy            | 6-3, 6-0                 |         |
| 11.                                       | 22 mei 2005       | Boedapest        | Gravel        | Jonas Landsberg  | Amir Hadad Harel Levy                | 7-6(4), 6-1              |         |
| 12.                                       | 23 oktober 2005   | Kolding          | Tapijt (i)    | Jonas Landsberg  | Frederik Nielsen Rasmus Norby        | 1-6, 7-6(4), [10-8]      |         |
| 13.                                       | 25 november 2007  | Kuala Lumpur     | Tapijt (i)    | Wesley Moodie    | Rohan Bopanna Aisam-ul-Haq Qureshi   | 7-6(10), 6-3             |         |
| 14.                                       | 14 september 2008 | Tulsa            | Hardcourt     | Ashley Fisher    | Bobby Reynolds Rajeev Ram            | 7-6(4), 6-3              |         |
| 15.                                       | 18 april 2010     | Baton Rouge      | Hardcourt     | Joseph Sirianni  | Chris Guccione Frank Moser           | 1-6, 6-2, [13-11]        |         |
| 16.                                       | 25 april 2010     | Tallahassee      | Hardcourt     | Joseph Sirianni  | Robert Kendrick Bobby Reynolds       | 6-2, 6-4                 |         |
| 17.                                       | 1 mei 2011        | Sarasota         | Gravel        | Ashley Fisher    | Alex Bogomolov jr. Alex Kuznetsov    | 6-3, 6-4                 |         |

## Resultaten grandslamtoernooien
| Legenda | Legenda                          |
| ------- | -------------------------------- |
| g.t.    | geen toernooi gehouden           |
| l.c.    | lagere categorie                 |
| –       | niet deelgenomen                 |
| G       | uitgeschakeld in de groepsfase   |
| 1R      | uitgeschakeld in de eerste ronde |
| 2R      | uitgeschakeld in de tweede ronde |
| 3R      | uitgeschakeld in de derde ronde  |
| 4R      | uitgeschakeld in de vierde ronde |
| KF      | uitgeschakeld in de kwartfinale  |
| HF      | uitgeschakeld in de halve finale |
| F       | de finale verloren               |
| W       | het toernooi gewonnen            |
| w-v     | winst/verlies-balans             |

Op de grandslamtoernooien speelde Huss alleen in het dubbelspel.
| Grandslamtoernooien   |        |        |        |      |        |        |        |       |        |        |        |         |
| Australian Open       | 1R     | 1R     | 1R     | 1R   | 2R     | 1R     | 2R     | 1R    | 2R     | 2R     | 1R     | 4-11    |
| Roland Garros         | –      | 2R     | 1R     | 1R   | –      | 2R     | 1R     | 3R    | 1R     | 3R     | 3R     | 8-9     |
| Wimbledon             | –      | 1R     | 1R     | 2R   | W      | 3R     | 2R     | 2R    | 1R     | 1R     | 3R     | 13-9    |
| US Open               | –      | 1R     | –      | –    | 1R     | 1R     | –      | 1R    | 1R     | 1R     | 1R     | 0-7     |
| Winst-verlies         | 0-1    | 1-4    | 0-3    | 1-3  | 7-2    | 3-4    | 2-3    | 3-4   | 1-4    | 3-4    | 4-4    | 25-36   |
| Tennis Masters Cup    |        |        |        |      |        |        |        |       |        |        |        |         |
| ATP World Tour Finals | –      | –      | –      | –    | G      | –      | –      | –     | –      | –      | –      | 1-2     |
| ATP Masters 1000      |        |        |        |      |        |        |        |       |        |        |        |         |
| Indian Wells          | –      | –      | –      | –    | –      | 2R     | –      | –     | –      | 1R     | –      | 1-2     |
| Miami                 | –      | 2R     | –      | –    | –      | 1R     | –      | –     | F      | 1R     | –      | 5-4     |
| Monte Carlo           | –      | –      | –      | –    | –      | 2R     | –      | –     | –      | –      | –      | 0-1     |
| Hamburg               | –      | –      | –      | –    | –      | –      | –      | –     | l.c.   | l.c.   | l.c.   | 0-0     |
| Madrid                | l.c.   | –      | –      | –    | –      | –      | –      | –     | KF     | –      | –      | 2-1     |
| Rome                  | –      | –      | –      | –    | –      | 1R     | –      | –     | 1R     | –      | –      | 0-2     |
| Montréal/Toronto      | –      | –      | –      | –    | 1R     | –      | –      | –     | –      | –      | –      | 0-1     |
| Cincinnati            | –      | –      | –      | –    | KF     | –      | –      | –     | 1R     | –      | –      | 2-2     |
| Stuttgart             | –      | l.c.   | l.c.   | l.c. | l.c.   | l.c.   | l.c.   | l.c.  | l.c.   | l.c.   | l.c.   | 0-0     |
| Shanghai              | l.c.   | l.c.   | l.c.   | l.c. | l.c.   | l.c.   | l.c.   | l.c.  | 1R     | –      | –      | 0-1     |
| Parijs                | –      | –      | –      | –    | –      | –      | –      | –     | –      | –      | –      | 0-0     |
| Olympische Spelen     |        |        |        |      |        |        |        |       |        |        |        |         |
| Olympische Spelen     | n.v.t. | n.v.t. | n.v.t. | –    | n.v.t. | n.v.t. | n.v.t. | –     | n.v.t. | n.v.t. | n.v.t. | 0-0     |
| Statistieken          |        |        |        |      |        |        |        |       |        |        |        |         |
| Titels per jaar       | 0      | 1      | 0      | 0    | 1      | 0      | 0      | 1     | 0      | 1      | 0      | 6       |
| Totaal winst-verlies  | 3-3    | 11-18  | 1-8    | 5-10 | 14-15  | 15-26  | 11-21  | 19-16 | 19-26  | 19-18  | 9-10   | 126-171 |
| Eindejaarsranking     | 126    | 72     | 113    | 107  | 22     | 55     | 70     | 56    | 45     | 60     | 111    |         |